# Neopiciella sicula
Neopiciella sicula är en skalbaggsart som först beskrevs av Ludwig Ganglbauer 1885.  Neopiciella sicula ingår i släktet Neopiciella och familjen långhorningar. Inga underarter finns listade i Catalogue of Life.